# Halowe Mistrzostwa Europy w Lekkoatletyce 2017 – bieg na 400 m mężczyzn
Bieg na 400 metrów mężczyzn – jedna z konkurencji rozegranych podczas halowych lekkoatletycznych mistrzostw Europy w hali Kombank Arena w Belgradzie. Tytułu mistrza sprzed dwóch lat obronił Czech Pavel Maslák.

## Terminarz
| Data    | Godzina |            |
| ------- | ------- | ---------- |
| 3 marca | 10:25   | Eliminacje |
| 3 marca | 18:05   | Półfinały  |
| 4 marca | 20:33   | Finał      |

## Rekordy
|                                        | Zawodnik         | Wynik | Miejsce      | Data                |
| -------------------------------------- | ---------------- | ----- | ------------ | ------------------- |
| Rekord świata                          | Kerron Clement   | 44,57 | Fayetteville | 12 marca 2005(dts)  |
| Rekord Europy                          | Thomas Schönlebe | 45,05 | Sindelfingen | 5 lutego 1988(dts)  |
| Rekord mistrzostw Europy               | Pavel Maslák     | 45,33 | Praga        | 7 marca 2015(dts)   |
| Najlepszy wynik na świecie w 2017 roku | Fred Kerley      | 45,02 | Clemson      | 10 lutego 2017(dts) |
| Najlepszy wynik w Europie w 2017 roku  | Pavel Maslák     | 45,80 | Toruń        | 10 lutego 2017(dts) |

## Rezultaty
| NR – rekord kraju\| WL – najlepszy tegoroczny wynik na listach światowych \| EL – najlepszy tegoroczny wynik na listach europejskich |
| SB – najlepszy wynik w sezonie\| PB – rekord życiowy                                                                                 |

### Eliminacje
Rozegrano 5 biegów eliminacyjnych, do których przystąpiło 28 biegaczy. Awans do półfinału dawało zajęcie jednego z pierwszych dwóch miejsc w swoim biegu (Q). Skład półfinałów uzupełniło dwóch zawodników z najlepszymi czasami wśród przegranych (q).
Źródło: .
| Poz. | Bieg | Tor | Zawodnik            | Reprezentacja        | Czas  | Uwagi |
| ---- | ---- | --- | ------------------- | -------------------- | ----- | ----- |
| 1.   | 5    | 4   | Benjamin Lobo Vedel | Dania                | 46,65 | Q,    |
| 2.   | 3    | 6   | Lucas Búa           | Hiszpania            | 46,72 | Q     |
| 3.   | 1    | 3   | Liemarvin Bonevacia | Holandia             | 46,91 | Q     |
| 4.   | 3    | 5   | Rafał Omelko        | Polska               | 46,97 | Q     |
| 4.   | 5    | 3   | Thomas Jordier      | Francja              | 46,97 | Q,    |
| 6.   | 1    | 6   | Óscar Husillos      | Hiszpania            | 47,13 | Q     |
| 7.   | 4    | 6   | Samuel García       | Hiszpania            | 47,16 | Q     |
| 8.   | 3    | 4   | Yoan Décimus        | Francja              | 47,25 | q     |
| 9.   | 3    | 3   | Jan Tesař           | Czechy               | 47,28 | q     |
| 10.  | 1    | 5   | Marc Koch           | Niemcy               | 47,39 |       |
| 11.  | 4    | 5   | Batuhan Altıntaş    | Turcja               | 47,44 | Q     |
| 12.  | 1    | 4   | Patrick Šorm        | Czechy               | 47,50 |       |
| 13.  | 2    | 6   | Pavel Maslák        | Czechy               | 47,57 | Q     |
| 14.  | 2    | 5   | Brian Gregan        | Irlandia             | 47,62 | Q     |
| 15.  | 4    | 3   | Marvin Schlegel     | Niemcy               | 47,65 |       |
| 16.  | 2    | 4   | Mateo Ružić         | Chorwacja            | 47,66 |       |
| 17.  | 3    | 2   | Witalij Butrym      | Ukraina              | 47,76 |       |
| 18.  | 4    | 2   | Jewhen Hucoł        | Ukraina              | 47,77 |       |
| 19.  | 1    | 2   | Denis Danáč         | Słowacja             | 48,02 |       |
| 20.  | 2    | 1   | Marco Lorenzi       | Włochy               | 48,10 |       |
| 21.  | 1    | 1   | Luca Flück          | Szwajcaria           | 48,29 |       |
| 22.  | 2    | 3   | Tony van Diepen     | Holandia             | 48,57 |       |
| 23.  | 3    | 1   | Rusmir Malkočević   | Bośnia i Hercegowina | 48,58 |       |
| 24.  | 5    | 2   | Miloš Raović        | Serbia               | 48,89 |       |
| –    | 4    | 4   | Terrence Agard      | Holandia             | DNF   |       |
| –    | 5    | 5   | Luka Janežič        | Słowenia             | DQ    |       |
| –    | 5    | 6   | Mario Lambrughi     | Włochy               | DQ    |       |
| –    | 2    | 2   | Mauritz Kåshagen    | Norwegia             | DQ    |       |

### Półfinały
Z każdego biegu półfinałowego awansowało po trzech zawodników.
Źródło: .
| Poz. | Bieg | Tor | Zawodnik            | Reprezentacja | Czas  | Uwagi |
| ---- | ---- | --- | ------------------- | ------------- | ----- | ----- |
| 1.   | 1    | 4   | Pavel Maslák        | Czechy        | 46,45 | Q     |
| 2.   | 1    | 5   | Benjamin Lobo Vedel | Dania         | 46,60 | Q,    |
| 3.   | 1    | 6   | Samuel García       | Hiszpania     | 46,62 | Q     |
| 4.   | 2    | 4   | Rafał Omelko        | Polska        | 47,15 | Q     |
| 5.   | 2    | 5   | Liemarvin Bonevacia | Holandia      | 47,21 | Q     |
| 6.   | 2    | 6   | Lucas Búa           | Hiszpania     | 47,24 | Q     |
| 7.   | 1    | 3   | Thomas Jordier      | Francja       | 47,49 |       |
| 8.   | 2    | 2   | Jan Tesař           | Czechy        | 47,64 |       |
| 9.   | 2    | 3   | Óscar Husillos      | Hiszpania     | 47,83 |       |
| 10.  | 2    | 1   | Yoan Décimus        | Francja       | 47,87 |       |
| 11.  | 1    | 1   | Batuhan Altıntaş    | Turcja        | 47,89 |       |
| 12.  | 1    | 2   | Brian Gregan        | Irlandia      | 48,08 |       |

### Finał
Źródło: .
| Poz. | Tor | Zawodnik            | Reprezentacja | Czas  | Uwagi |
| ---- | --- | ------------------- | ------------- | ----- | ----- |
| 01 ! | 5   | Pavel Maslák        | Czechy        | 45,77 | Q, EL |
| 02 ! | 6   | Rafał Omelko        | Polska        | 46,08 | PB    |
| 03 ! | 3   | Liemarvin Bonevacia | Holandia      | 46,26 | NR    |
| 4.   | 4   | Benjamin Lobo Vedel | Dania         | 46,33 | PB    |
| 5.   | 2   | Lucas Búa           | Hiszpania     | 46,74 |       |
| 6.   | 1   | Samuel García       | Hiszpania     | 46,74 |       |